# Los Baños
Los Baños é um município de  primeira classe de renda municipal (d) na província Laguna, nas Filipinas. De acordo com o censo de 1 de maio  de  2020 possui uma população de 115 353 pessoas e 32 017 domicílios.
Ocupa uma área de 56,5 km² e se situa  63 km a sudeste de Manila, a capital do país.
A cidade se estende pelas encostas do extinto vulcão chamado Monte Makiling e é conhecida entre os turistas por seus resorts de fontes de água quente que circundam a área. Los Baños também hospeda a Universidade das Filipinas além de outros centros de estudo e pesquisa, nacionais e internacionais.
Além de sua importância acadêmica em ciências e pesquisa, a cidade é um ponto turístico bastante procurado; seus resorts são destinos freqüentes de férias e fins de semanas de filipinos das grandes metrópoles do país e de turistas de toda parte do mundo.
Em 1979, a evolução e o desenvolvimento da excelência acadêmica de Los Baños, fez o povo da cidade requerer ao Presidente Ferdinando Marcos a transformação da municipalidade em “Zona Universitária Especial”, o que foi concedido por decreto em 15 de junho de 1982.
Em agosto de 2000 foi declarada “Cidade  Especial de Ciência e Natureza das Filipinas” através de decreto presidencial, em reconhecimento pela ciência e a tecnologia empregadas no desenvolvimento da agricultura e preservação do meio ambiente.
Foi também sede dos esportes aquáticos durante os Jogos do Sudeste Asiático em 2005, disputado no novo Trace Acquatic Center construído para a ocasião.